# Изоплит (городское поселение)
Посёлок Изоплит — муниципальное образование со статусом городского поселения в Конаковском районе Тверской области Российской Федерации.
Административный центр — посёлок городского типа Изоплит, при этом администрация находится в посёлке Озерки.

## История
Статус и границы городского поселения установлены Законом Тверской области от 28 февраля 2005 года N 31-зо «Об установлении границ муниципальных образований, входящих в состав территории муниципального образования Тверской области "Конаковский район", и наделении их статусом городского, сельского поселения».

## Население
| 2010  | 2011  | 2012  | 2013  | 2014  | 2015  | 2016  |
| ----- | ----- | ----- | ----- | ----- | ----- | ----- |
| 3925  | ↘3907 | ↘3876 | ↘3828 | ↘3782 | ↘3737 | ↘3725 |
| 2017  | 2018  | 2019  | 2020  | 2021  |       |       |
| ↘3714 | ↘3712 | ↘3673 | ↘3582 | ↘3328 |       |       |

## Состав городского поселения
В состав муниципального образования входят 2 населённых пункта:
| № | Населённый пункт | Тип населённого пункта | Население |
| - | ---------------- | ---------------------- | --------- |
| 1 | Изоплит          | пгт                    | ↘1197     |
| 2 | Озерки           | посёлок                | ↗2131     |